# Ramsar
Ramsar (persisk: رامسر) er en by i provinsen Mazandaran i Iran, ved sydkysten af det Kaspiske Hav. Byen med 	35.997 indbyggere (2016), var tidligere kendt som Sakhtsar. Indbyggerne i Ramsar snakker sproget gileki. 
Byen er populær blandt badeturister.
Ramsar-konventionen om vådområder af international betydning navnlig som levesteder for vandfugle blev vedtaget her i 1971, hvilket var optakten til et internationalt samarbejde om beskyttelse af trækfugles leve- og rasteområder.
- Wikimedia Commons har flere filer relateret til Ramsar